# Comtat de Toreno
El comtat de Toreno és un títol nobiliari espanyol creat pel rei Felip IV, amb el vescomtat previ de Matarrosa i mitjançant Reial decret del 12 de novembre de 1657 i Real Despatx del 30 d'octubre de 1659, en favor d'Álvaro Queipo de Llano y Valdés, senyor de les viles de Toreno i Tombrío de Abajo, alferès major del Principat d'Astúries i de la vila de Cangas de Tineo (avui Cangas del Narcea), on posseïa el solar del seu llinatge, cavaller de Santiago, corregidor de Madrid i de Granada, capità general de Màlaga, del Consell d'Hisenda d'aquest rei i el seu gentilhome de Boca.

## Llista de senyors i comtes de Toreno
|                                                 | Titular                                                         | Període           |
| Senyors de Toreno                               | Senyors de Toreno                                               | Senyors de Toreno |
| ----------------------------------------------- | --------------------------------------------------------------- | ----------------- |
|                                                 | Monasterio de Santa Leocadia de Castañeda                       | 916-1118          |
|                                                 | Obispado de Astorga                                             | 1118-1581         |
|                                                 | Incorporado a la Corona                                         | 1581-1583         |
| Nova concessió per Felip II el 1583             |                                                                 |                   |
| I                                               | Antonio Vázquez Buelta                                          | 1583-1600         |
| II                                              | Jerónimo Vázquez Buelta                                         | 1600-1613         |
| III                                             | Capitán Sancho de Merás                                         | 1613-1637         |
| IV                                              | Pedro de Merás y Sanfrechoso                                    | 1637-1638         |
| V                                               | Álvaro Queipo de Llano y Valdés                                 | 1638-1662         |
| Comtes de Toreno (creació per Felip IV el 1657) |                                                                 |                   |
| I                                               | Álvaro Queipo de Llano y Valdés                                 | 1657-1662         |
| II                                              | Fernando Queipo de Llano y Lugo                                 | 1662-1699         |
| III                                             | Fernando Queipo de Llano y Jiménez de Arellano                  | 1699-1718         |
| IV                                              | Fernando Ignacio José Queipo de Llano Doriga y Malleza          | 1718-1778         |
| V                                               | Joaquín José Queipo de Llano y Quiñones                         | 1778-1796         |
| VI                                              | José Marcelino Queipo de Llano y Bernaldo de Quirós             | 1796-1838         |
| VII                                             | José María Queipo de Llano Ruiz de Saravia                      | 1838-1843         |
| VIII                                            | Francisco de Borja Queipo de Llano y Gayoso de los Cobos        | 1843-1890         |
| IX                                              | Álvaro Queipo de Llano y Fernández de Córdoba                   | 1890-1938         |
| X                                               | Francisco Queipo de Llano y Álvarez de las Asturias Bohorques   | 1938-1954         |
| XI                                              | Francisco Queipo de Llano y Acuña                               | 1959-2002         |
| XII                                             | Francisco de Borja Queipo de Llano y Fernández de Villavicencio | 2002-actual       |